# Preysing-Denkmal

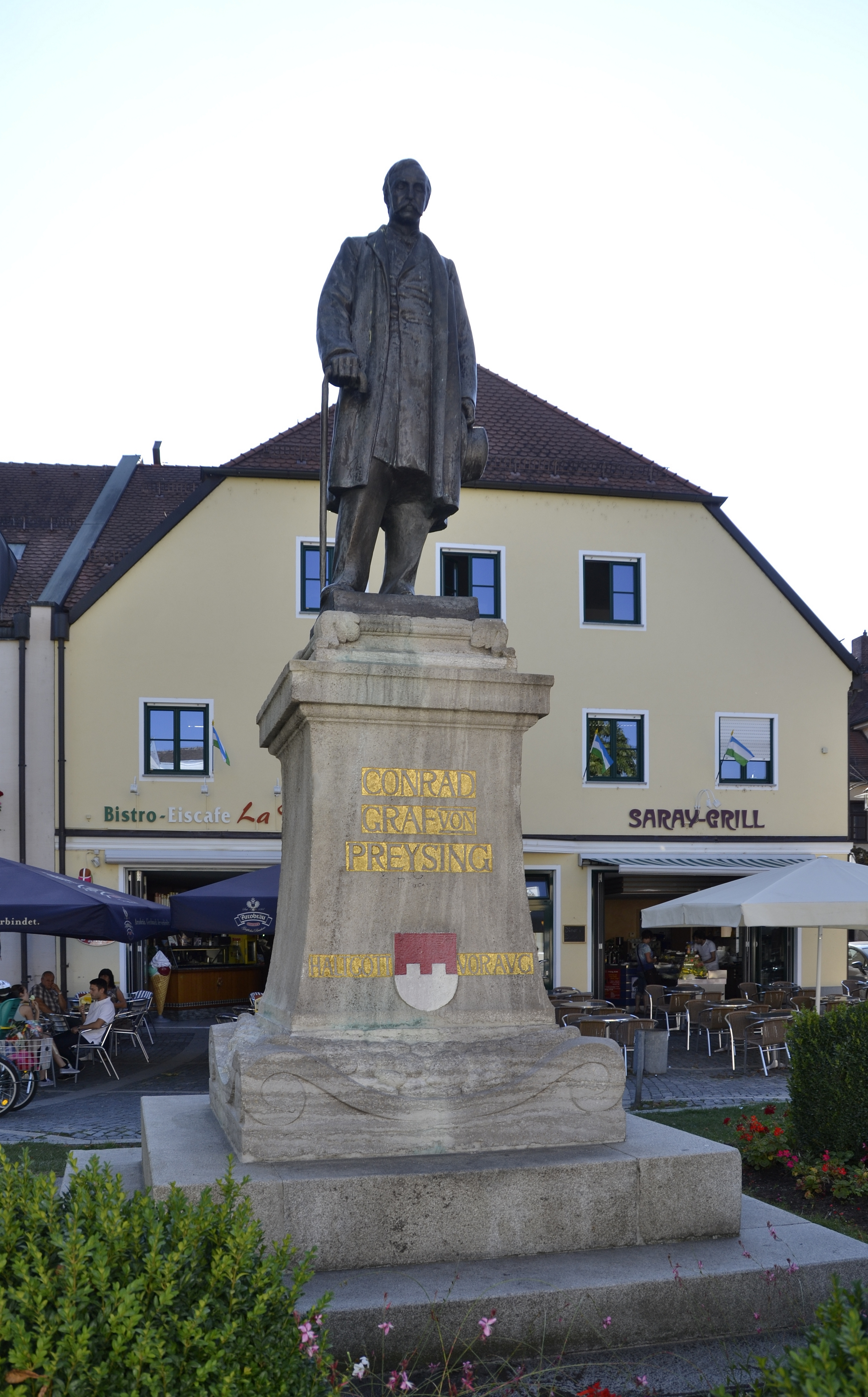
Preysing-Denkmal

Das Preysing-Denkmal in Plattling erinnert an den Förderer der Stadt und Ehrenbürger Johann Conrad Graf von Preysing-Lichtenegg-Moos. Es wurde ursprünglich von dem Münchener Bildhauer Georg Busch geschaffen und 1907 auf dem Stadtplatz vor dem Rathaus errichtet.
Die Stadt hatte das Denkmal kurz nach dem Tod Preysings in Auftrag gegeben. Die Grundsteinlegung fand am 14. März 1907 statt. Nach dreimonatiger Bauzeit wurde es am 9. Juni 1907 feierlich enthüllt. Es zeigt auf einem etwa zwei Meter hohen Steinsockel eine Bronzefigur des Grafen in Originalgröße. An der Stirnseite des Sockels ist das Wappen der Familie angebracht und in goldenen Lettern die Inschrift CONRAD GRAF VON PREYSING - HALT GOTT VOR AVG.
Im Zweiten Weltkrieg wurde das Denkmal 1942 eingeschmolzen, um aus dem Material Kanonen zu bauen. Am 19. Mai 1983 wurde es neu errichtet. Als Vorlage diente der originale Gipsabdruck, der auf Schloss Moos eingelagert war.
Koordinaten: 48° 46′ 38,9″ N, 12° 52′ 19,9″ O